# Andrew Ball
Andrew Ball (1950 - 10 de julio de 2022) fue un pianista británico.

## Biografía
Estudió música en el Queen's College de Oxford y posteriormente en el Royal College of Music de Londres con Kendall Taylor, Maurice Cole y David Wilde. Hizo su debut en Londres el 4 de junio de 1974 en el Wigmore Hall interpretando a Clementi, Schumann, Chopin, Debussy y Prokófiev.
Otras obras de su repertorio incluyeron Piano Sonata de Sofiya Gubaidúlina y Couleurs de la Cite Celeste de Olivier Messiaen en los BBC Proms en 1995. Para BBC Radio actuó Fantasia Contrappuntistica de Ferruccio Busoni en 1988.
Tocó música de cámara con el Villiers Quartet, la London Sinfonietta y el Nash Ensemble y durante muchos años a dúo con la violinista Madeleine Mitchell. Sus grabaciones incluyen la música para piano de Billy Mayerl, John Casken y la música para dos pianos de Roberto Gerhard.
Como profesor, formó parte de la Guildhall School of Music and Drama antes de convertirse en jefe de pianos en el Royal College of Music entre 1999 y 2005, donde fue nombrado miembro de la universidad en 2006 y posteriormente permaneció como profesor. Fue profesor de piano hasta 2021. También fue adjudicador, e impartió clases magistrales en Alemania, China, Japón y Estados Unidos. La enseñanza se convirtió en su enfoque principal después de que le diagnosticaron la enfermedad de Parkinson en 2012, por la cual falleció en 2022.